# Jean-Claude Marcourt

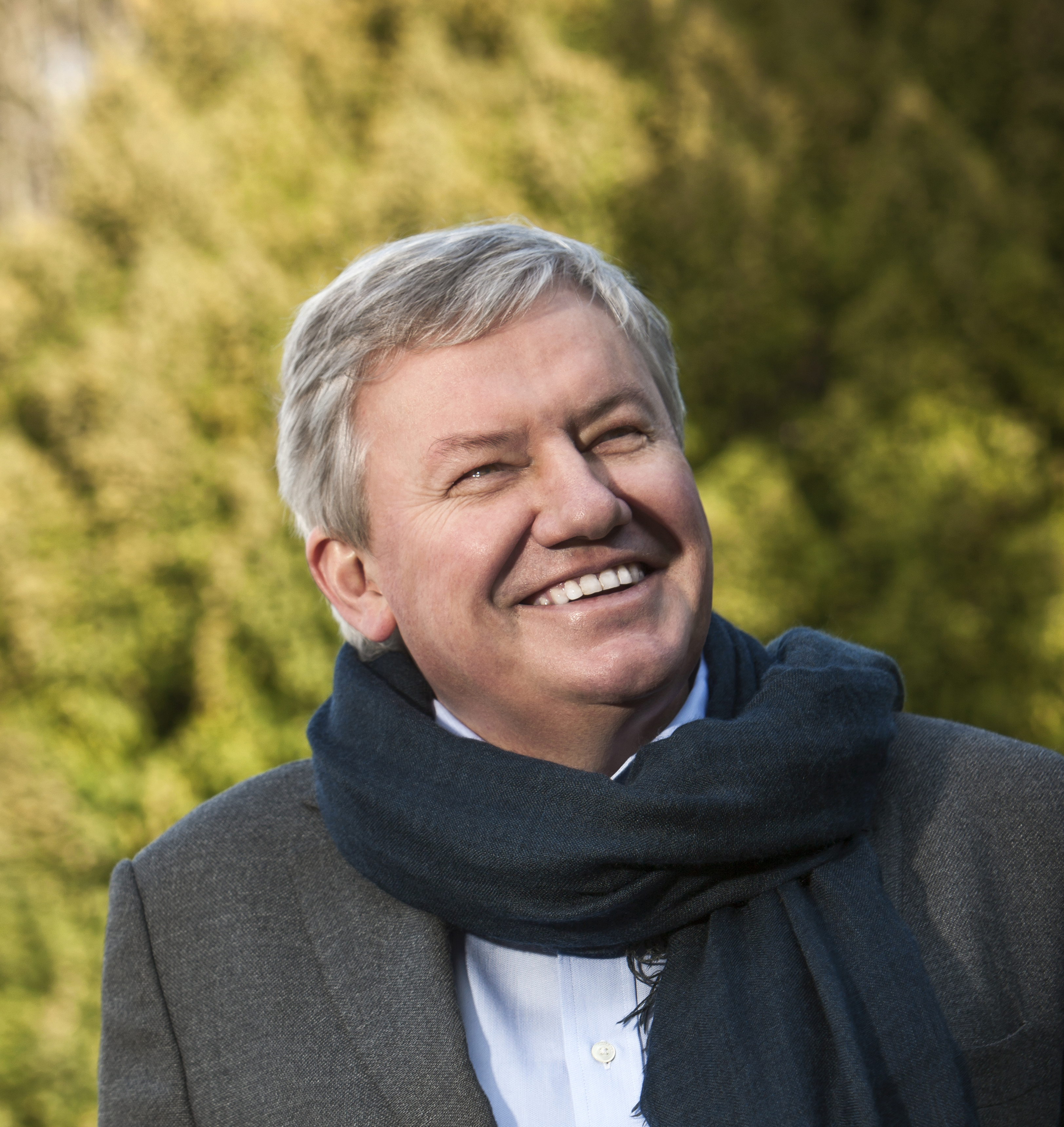
Jean-Claude Marcourt

Jean-Claude Marcourt (* 16. Oktober 1956 in Awans, Provinz Lüttich) ist ein belgischer (wallonischer) Politiker (Parti socialiste).
Marcourt war unter den wallonischen Ministerpräsidenten Jean-Claude Van Cauwenberghe, Elio Di Rupo und Rudy Demotte Minister für Wirtschaft und Arbeit. Seit 2009 ist er Vizeministerpräsident Walloniens. Bei der Europawahl 2009 wurde er ins Parlament gewählt, legte sein Mandat jedoch rasch nieder.
Seit dem 13. September 2019 ist er Präsident des Wallonischen Parlaments.